# Хрон (река)
За друга значења погледајте Хрон
Хрон (слч. Hron, мађ. Garam) је река у Словачкој, лева притока Дунава, дуга 298 km. Површина слива износи 5.453 km². Извире у средишњој Словачкој на Ниским Татрама, на висини од 980 метара и целим својим током налази се у Словачкој. Улива се у Дунав код града Штурова.
Градови кроз које пролази Хрон:
- Брезно
- Банска Бистрица
- Звољен
- Нова Бања
- Жјар над Хроном
- Штурово